# Tropicomyia nigriclava
Tropicomyia nigriclava är en tvåvingeart som beskrevs av Mario Bezzi och Lamb 1926. Tropicomyia nigriclava ingår i släktet Tropicomyia och familjen minerarflugor. Inga underarter finns listade i Catalogue of Life.